# Port lotniczy Casablanca
Port lotniczy Casablanca (IATA: CMN, ICAO: GMMN) – międzynarodowy port lotniczy położony 30 km na południe od Casablanki. Jest największym portem lotniczym w Maroku i piątym w Afryce po Johannesburgu, Kairze, Addis Abebie oraz Kapsztadzie. Jest portem przesiadkowym linii lotniczych Royal Air Maroc. W 2017 obsłużył 9,36 mln pasażerów. Jego nazwa pochodzi od ostatniego sułtana Maroka, Muhammada V.
Lotnisko jest węzłem dla narodowego przewoźnika Royal Air Maroc, Air Arabia Maroc i Regional Air Lines. Zostało nazwane na cześć króla Muhammeda V i jest lotniskiem partnerskim dla Portu lotniczego Baltimore-Washington i Jaser Arafat.

## Historia
Port lotniczy Casablanca został zbudowany przez Stany Zjednoczone na początku 1943 r. podczas II wojny światowej jako pomocnicze lotnisko dla lotniska Anfa i był nazwany Berrechid Airfield. Lotnisko obsługiwało różne transporty wojskowe jako przystanek w drodze do Naval Air Station Port Lyautey lub lotniska Marrakesz w Afryce Północnej na trasie Kair-Dakar. Ponadto loty odbywały się przez Atlantyk do Azorów na trasach średnio atlantyckich, które łączyły z Nową Szkocją lub z Wschodnim Wybrzeżem USA.
Oprócz misji transportowej, lotnisko obsługiwało kampanię w Afryce Północnej z Twelfth Air Force 68th Reconnaissance Group poprzez P-38 Lightning i P-51 Mustang z lotniska. Elementy 68yh po raz pierwszy pojawiły się na lotniska w Wadżda w listopadzie 1942 roku i przeniósł się do Berrechid w marcu 1943 po jego ukończeniu. Wraz z końcem wojny w 1945 roku, lotnisku oddano do cywilnego rządu.
Podczas zimnej wojny w latach 50, lotniska została ponownie otwarto jako Nouasseur Air Base i był wykorzystywany jako baza wypadowa dla bombowców B-47 Stratojet United States Air Force Strategic Air Command. Operacje te później przeniosły się do Ben Air Base Guerir.
Z destabilizacją rządu francuskiego w Maroku, i uzyskaniu niezależności Maroka w 1956 roku, rząd Muhammeda V chciał by US Air Force opuściły bazę SAC w Maroku, kładąc nacisk na takie działanie po amerykańskiej interwencji w Libanie w 1958 roku. Stany Zjednoczone zgodziły się opuścić ją w grudniu 1959 roku, i wycofały się z Maroka w 1963 roku.
Nawet dzisiaj większość mieszkańców nadal odnosi się do lotniska po prostu jako "Nouasseur", która pochodzi od nazwy dzielnicy, gdzie się znajduje.

## Linie lotnicze i połączenia
| Linia lotnicza          | Kierunek |
| ----------------------- | --- |
| Air Arabia Maroc        | 1. Barcelona 2. / Bazylea 3. Mediolan-Bergamo 4. Bolonia 5. Bordeaux 6. Bruksela 7. Katania 8. Cuneo 9. Kulmim 10. Stambuł-Sabiha Gökçen 11. Lyon 12. Malaga 13. Montpellier 14. Neapol 15. Piza 16. Tuluza 17. Tunis 18. Wenecja Sezonowo: 1. Sewilla |
| Air Cairo               | Sezonowo: 1. Aleksandria 2. Szarm el-Szejk |
| Air Canada              | 1. Montreal-Trudeau |
| Air Côte d'Ivoire       | 1. Abidżan |
| Air France              | 1. Paryż-Charles de Gaulle 2. Paryż-Orly |
| Air Senegal             | 1. Dakar-Diass |
| Alexandria Airlines     | Sezonowe czartery: 1. Szarm el-Szejk |
| Binter Canarias         | 1. Gran Canaria |
| EgyptAir                | 1. Kair |
| El Al                   | 1. Tel Awiw |
| Emirates                | 1. Dubaj |
| Etihad Airways          | 1. Abu Zabi |
| Eurowings               | Sezonowo: 1. Düsseldorf |
| Flynas                  | 1. Dżudda |
| Gulf Air                | 1. Bahrajn |
| Iberia                  | 1. Madryt |
| Kuwait Airways          | 1. Kuwejt |
| Lufthansa               | 1. Frankfurt |
| Mauritania Airlines     | 1. Nawazibu 2. Nawakszut |
| Pegasus Airlines        | 1. Stambuł-Sabiha Gökçen |
| Qatar Airways           | 1. Doha |
| Royal Air Maroc         | 1. Abidżan 2. Abudża (od 23 czerwca 2024) 3. Akra 4. Agadir 5. Amsterdam 6. Bamako 7. Bangi 8. Bandżul 9. Barcelona 10. Pekin-Daxing 11. Bissau 12. Bolonia 13. Bordeaux 14. Brazzaville 15. Bruksela 16. Kair 17. Konakry 18. Kotonu 19. Dakar-Diass 20. / Ad-Dachla 21. Doha 22. Douala 23. Dubaj 24. Errachidia 25. Frankfurt 26. Freetown 27. Genewa 28. Stambuł 29. Dżudda 30. Kinszasa 31. / Al-Ujun 32. Lagos 33. Libreville 34. Lizbona 35. Lomé 36. Londyn-Gatwick 37. Londyn-Heathrow 38. Luanda 39. Lyon 40. Madryt 41. Manchester (od 23 czerwca 2024) 42. Malabo 43. Marrakesz 44. Marsylia 45. Medyna 46. Miami 47. Mediolan-Malpensa 48. Monrovia 49. Montpellier 50. Montreal-Trudeau 51. Moskwa-Domodiedowo 52. Nantes 53. Neapol 54. Nowy Jork-JFK 55. Niamey 56. Nicea 57. Nawakszut 58. Wagadugu 59. Oujda 60. Paryż-Charles de Gaulle 61. Paryż-Orly 62. Porto 63. Praia 64. Rijad 65. Rzym-Fiumicino 66. Sewilla 67. Strasburg 68. Tel Awiw 69. Tuluza 70. Tunis 71. Turyn 72. Wenecja 73. Waszyngton-Dulles 74. Jaunde |
| Royal Air Maroc Express | 1. Agadir 2. Al-Husajma 3. Fez 4. Gran Canaria 5. Malaga 6. Marrakesz 7. Nador 8. Warzazat 9. Oujda 10. Tanger 11. Tan Tan 12. Tetuan 13. Walencja 14. Zakura |
| Saudia                  | 1. Dżudda 2. Medyna 3. Rijad |
| TAP Portugal            | 1. Lizbona |
| Transavia.com           | 1. Amsterdam 2. Lyon 3. Nantes 4. Paryż-Orly Sezonowo: 1. Marsylia |
| TUI fly Belgium         | 1. Bolonia 2. Bruksela 3. Lille 4. Paryż-Orly 5. Rotterdam |
| Tunisair                | 1. Tunis |
| Turkish Airlines        | 1. Stambuł Sezonowo: 1. Antalya |
| Vueling Airlines        | Sezonowo: 1. Barcelona |

### Cargo
| Linia Lotnicza        | Kierunek |
| --------------------- | --- |
| Air France Cargo      | 1. Paryż-Charles de Gaulle                                                                                          |
| Lufthansa Cargo       | 1. Frankfurt |
| Med Airlines          | 1. Bamako 2. Dakar 3. Lizbona 4. Paryż-Orly 5. Tanger                                                               |
| Qatar Airways Cargo   | 1. Doha |
| Royal Air Maroc Cargo | 1. Abidżan 2. Akra 3. Bamako 4. Bruksela 5. Douala 6. Frankfurt 7. Lagos 8. Libreville 9. Londyn-Gatwick 10. Madryt |
| Turkish Cargo         | 1. Stambuł |

## Transport

### Samochód
Do portu lotniczego Casablanca można dojechać autostradą A7 przez Bouskoura. Od Rabatu można jechać poprzez A3 i A5.

### Kolej
Stacja kolejowa znajduje się na poziomie -1 w hali przylotów Terminalu 1. Pociągi kursują z lotniska do Casablanki co godzinę. Pociągi wyglądają staro, ale działa bardzo dobrze i można nim dojechać do Ain Sebba w którym można przesiąść się na różne kierunki. Zakup biletu jest sprawny i nie stwarza problemów.

### Autobus
Autobus firmy CTM oferuje usługi łączącen centrum Casablanki z lotniskiem.

### Taxi
Postój taksówek znajduje się na poziomie 0 w hali przylotów.